# Grace Marta Latigo
Grace Marta Latigo (* 21. Februar 1967 in Bratislava) ist eine österreichische Autorin, Konzept- und Performance-Künstlerin, Malerin und Menschenrechtsaktivistin.

## Leben
Grace Marta Latigo wurde 1967 in der damaligen Tschechoslowakei geboren. Ihre Mutter war Slowakin, der Vater kam aus Uganda. Mit ihrer Familie übersiedelte sie 1981 im Alter von 14 Jahren nach Wien.
Als sich 1992, nach dem Ende der Tschechischen und Slowakischen Republik die Aufenthaltsbestimmungen in Österreich änderten, wurde ihr Visum nicht mehr verlängert. Es folgten sieben Jahre des Lebens in der Illegalität, die den Nährboden für Latigos soziales und humanitäres Engagement bilden.
Grace Marta Latigo tritt immer wieder auch als Malerin, Schauspielerin und Standupcomedian in Erscheinung und schreibt regelmäßig für die Wiener Straßenzeitung Augustin.

## Publikationen (Auswahl)
- Otito aye – universal truth. black poetry. Ed. Exil, Wien 2004, ISBN 3-901899-22-7 (deutsch, englisch).
- Meine Worte. Aa-Infohaus, Wien 2009, ISBN 978-3-200-01418-3.
- Frauen texten – Frauen lesen. In: Christoph Kepplinger-Prinz (Hrsg.): Linkes Wort am Volksstimmefest. Band 2011. Globus-Verl., Wien 2012, ISBN 978-3-9502669-5-5.
- Rot Weiß Rot – wir erzählen. Aa-Infohaus, Wien 2012, ISBN 978-3-9503040-3-9.

## Preise und Auszeichnungen (Auswahl)
- 2002: Literaturpreis Schreiben zwischen den Kulturen[6]
- 2016: Arbeitsstipendium Kültür Gemma![4]

## Film und TV (Auswahl)
- 2009: Tschuschen:power bei IMDb